# AKSM-60102
AKSM-60102 – tramwaj wytwarzany przez firmę Biełkommunmasz (Белкоммунмаш) od roku 2000. Tramwaje tego typu eksploatowane są w Rosji i na Białorusi.

## Eksploatacja
Łącznie wyprodukowano 187 tramwajów:
| Państwo  | Miasto       | Rozstaw torów (mm) | Numery                                                     | Lata dostaw | Ilość |
| -------- | ------------ | ------------------ | ---------------------------------------------------------- | ----------- | ----- |
| Rosja    | Kemerowo     | 1524               | 134, 144, 145, 159, 174, 175, 205, 211                     | 2011−2013   | 8     |
| Białoruś | Mińsk        | 1524               | 030, 032–156, 159–162, 166, 167                            | 2001−2011   | 132   |
| Rosja    | Nowokuźnieck | 1524               | 185, 222, 247, 316                                         | 2012−2013   | 4     |
| Białoruś | Nowopołock   | 1524               | 050–058, 060                                               | 2004−2012   | 10    |
| Rosja    | Nowosybirsk  | 1524               | 3065                                                       | 2011        | 1     |
| Rosja    | Osinniki     | 1524               | 70, 71                                                     | 2012        | 2     |
| Rosja    | Perm         | 1524               | 090, 100, 102, 104, 106, 108, 110, 120, 122, 124, 126, 128 | 2008−2009   | 12    |
| Rosja    | Prokopiewsk  | 1524               | 135, 136, 361, 362                                         | 2011−2012   | 4     |
| Białoruś | Witebsk      | 1524               | 600−614                                                    | 2005−2009   | 15    |
|          |              |                    |                                                            | Razem       | 188   |